# Estrella simbiòtica
Una estrella variable simbiòtica és una estrella variable que forma un sistema binari que ha expandit el seu embolcall exterior i va perdent massa ràpidament, mentre una altra estrella calenta (sovint una nana blanca) està ionitzant el gas.
Les noves simbòtiques són estrelles variables eruptives irregulars lentes amb esclats de nova nova molt lents amb una amplitud d'entre 9 i 11 magnituds. La nova simbiòtica es manté al màxim durant una o unes quantes dècades, i després declina cap a la seva lluminositat original. Les variables d'aquest tipus són sistemes d'estrelles dobles amb un gegant vermell, que probablement és una variable Mira, i una nana blanca, amb espectres marcadament contrastats i les característiques de proximitat i masses l'indiquen com a estrella simbiòtica. El gegant vermell omple el lòbul de Roche de manera que la matèria es transfereix a la nana blanca i s'acumula fins que es produeix un esclat nou, causat per l'encesa de la fusió termonuclear. S'estima que la temperatura com a màxim s'elevarà fins a 200.000 K, similar a la font d'energia de nova, però diferent a la nana nova. El lent augment de lluminositat es deuria simplement al temps necessari per al creixement del front d'ionització al esclat. Hom creu que el component de la nana blanca d'un simbiótic nova roman per sota del límit de Chandrasekhar, de manera que es queda una nana blanca després del seu esclat. Un exemple de nova simbiótica és el V1016 Cygni, que es va produir un esclat en 1971-2007 clarament que esclatava una explosió termonuclear. Altres exemples són HM Sagittae i RR Telescopii.